# 井筒俊司
井筒 俊司（いづつ しゅんじ、1964年（昭和39年）3月26日 - ）は、日本の航空自衛官。第36代航空幕僚長。千葉県出身。

## 略歴

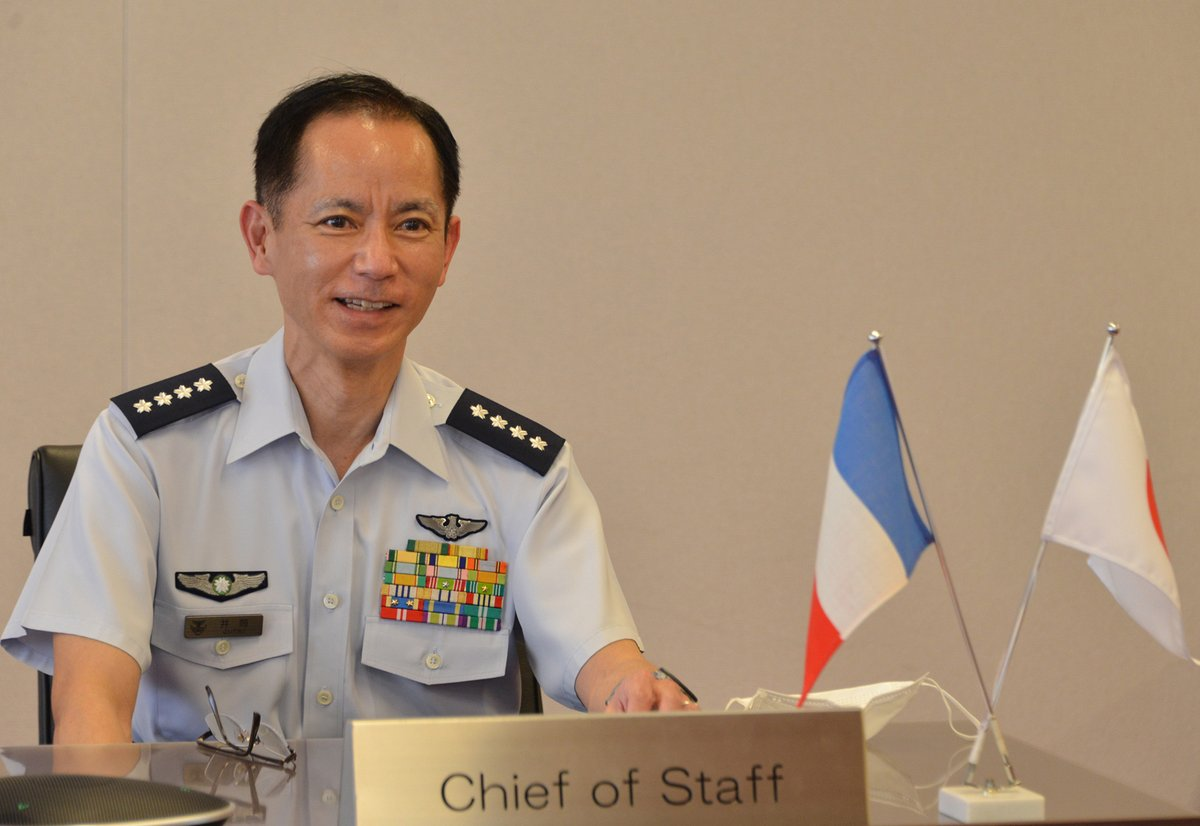
第3種夏服を着用した井筒空幕長

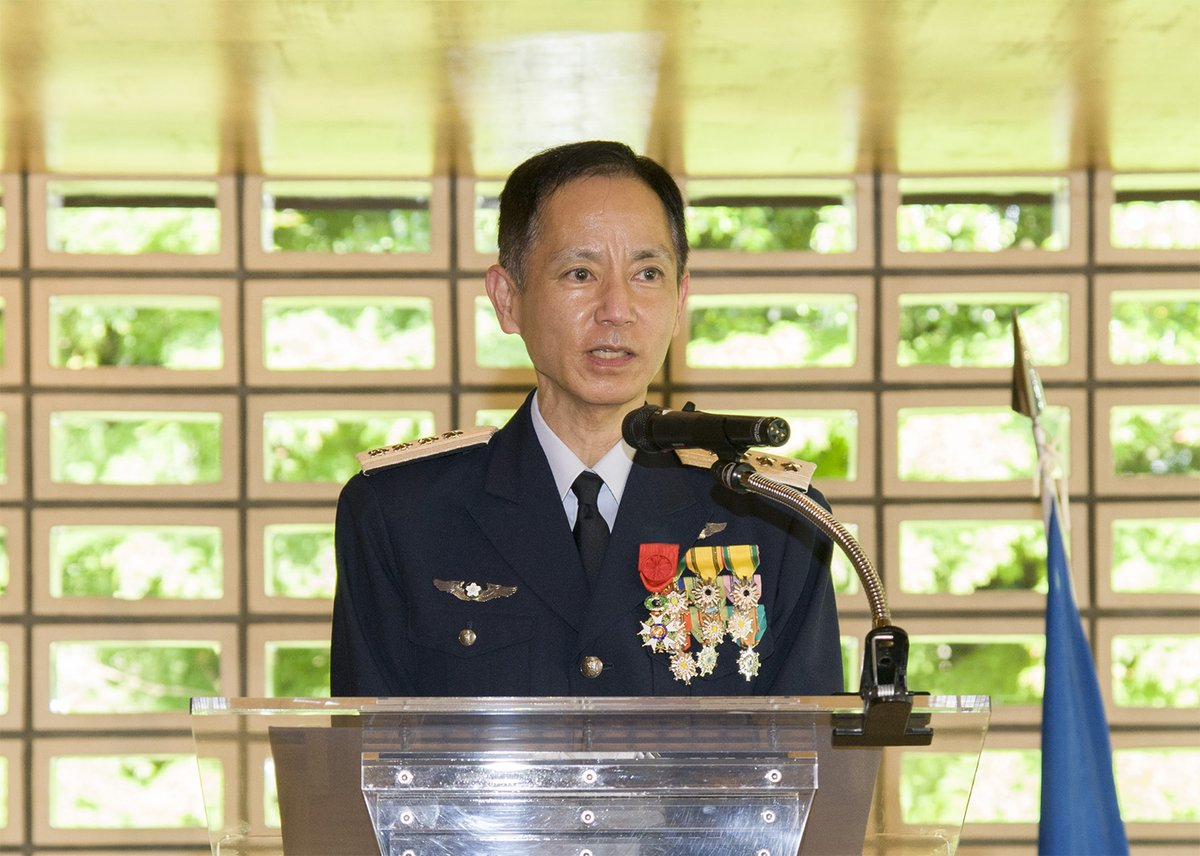
レジオンドヌール勲章オフィシエを受章した井筒空幕長

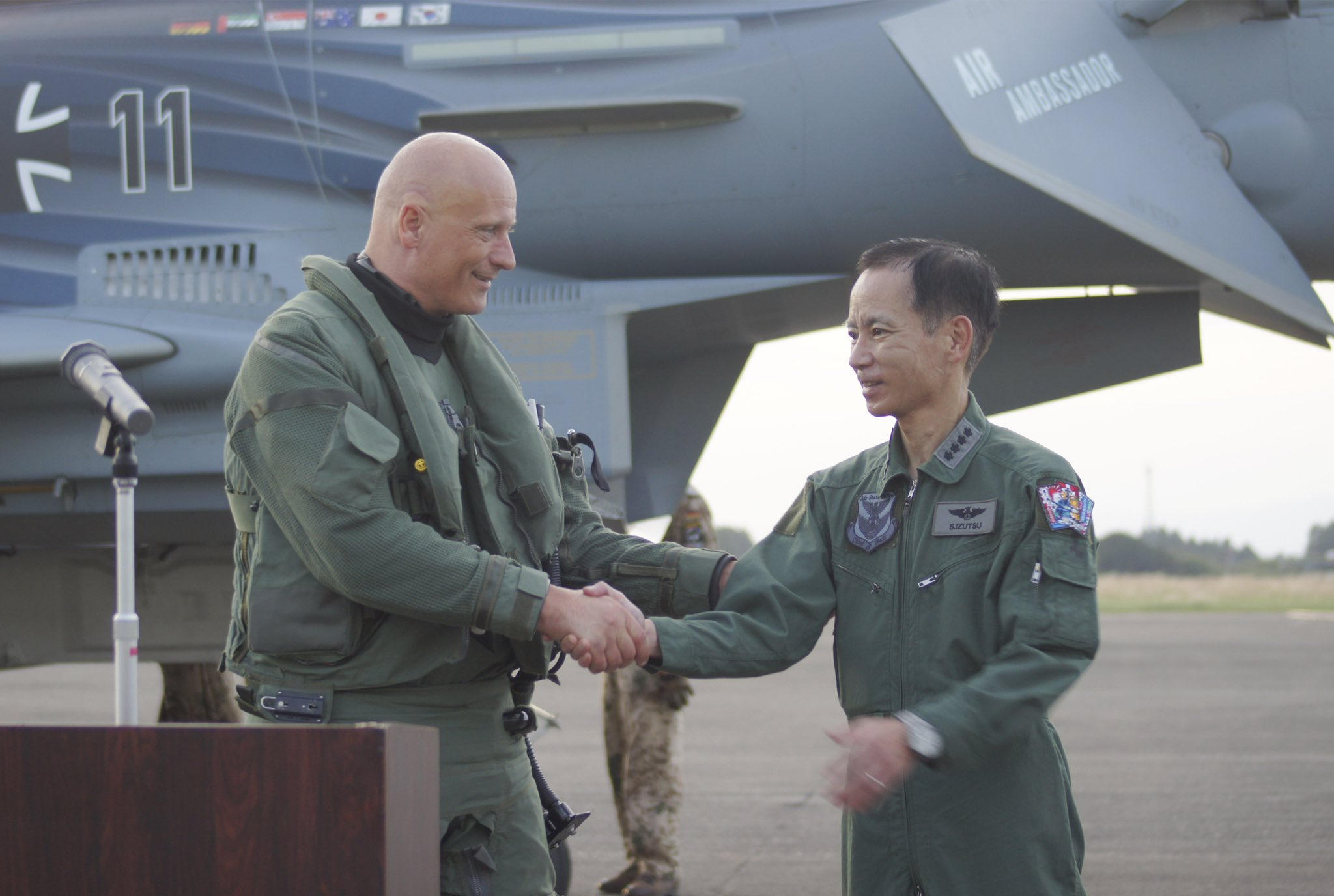
井筒空幕長とドイツ空軍総監インゴ・ゲルハルツ中将

1986年（昭和61年）3月、防衛大学校（第30期）を卒業後、航空自衛隊に入隊。主にF-4EJファントムやF-15Jイーグル戦闘機のパイロットとして前線で活躍後、内閣官房に出向し、ハーバード大学公共行政修士課程を修了。第6航空団司令、西部航空方面隊司令官、航空総隊司令官等の要職を歴任し、2020年（令和2年）8月7日の閣議において、8月25日付をもって第36代航空幕僚長に任命する旨の人事が了承・発令された。2023年（令和5年）3月30日に退職。

## 年譜
- 1986年（昭和61年）3月：防衛大学校卒業（第30期）、航空自衛隊に入隊
- 2000年（平成12年）7月：2等空佐
- 2002年（平成14年）8月：航空幕僚監部防衛部防衛課勤務
- 2005年（平成17年）
  - 1月1日：1等空佐
  - 9月：航空自衛隊幹部学校付（入所：防衛研究所一般課程）
- 2006年（平成18年）
  - 7月：航空幕僚監部防衛部防衛課勤務
  - 12月：航空幕僚監部防衛部防衛課防衛班長
- 2008年（平成20年）8月1日：第7航空団飛行群司令
- 2009年（平成21年）7月21日：航空幕僚監部人事教育部補任課長
- 2011年（平成23年）8月5日：空将補昇任、第6航空団司令 兼 小松基地司令
- 2012年（平成24年）7月26日：南西航空混成団副司令
- 2014年（平成26年）8月5日：防衛監察本部監察官
- 2016年（平成28年）7月1日：航空幕僚監部人事教育部長
- 2017年（平成29年）8月8日：空将昇任、西部航空方面隊司令官
- 2019年（令和元年）8月23日：第48代 航空総隊司令官に就任
- 2020年（令和02年）8月25日：第36代 航空幕僚長に就任
- 2022年（令和04年）5月25日：フランス政府よりレジオンドヌール勲章オフィシエを受章[6]。
- 2023年（令和05年）
  - 3月24日：入間基地で航空自衛官として最後の飛行訓練を実施した。1987年1月から約36年間にわたる搭乗時間は2,763時間であった[1]。
  - 3月30日：退職
  - 4月15日：株式会社アストロスケール社長室付副社長に就任[7]。

## 栄典
- レジオンドヌール勲章オフィシエ -  2022年（令和4年）5月25日[6]